# Haliplus eremicus
Haliplus eremicus is een keversoort uit de familie watertreders (Haliplidae). De wetenschappelijke naam van de soort is voor het eerst geldig gepubliceerd in 1989 door Wells.